# Hockey Bassano 1979
Questa voce raccoglie le informazioni riguardanti l'Hockey Bassano nelle competizioni ufficiali della stagione 1979.

## Maglie e sponsor
Lo sponsor ufficiale per la stagione 1979 fu la concessionaria Ford Car di Bassano.
| 1ª divisa |

### Libri
- Gianfranco Capra e Mario Scendrate, Hockey su pista in Italia e nel mondo, Novara, Casa Editrice S.E.N., settembre 1984,  pp. 130-131.
- Consorzio Etruria Hockey Follonica, Benvenuti a Hockey City, 1936-2007 - Follonica in vetta al mondo, Empoli (FI), Geo Edizioni S.r.l., 2008,  p. 187.

### Giornali
- La Gazzetta dello Sport, conservata microfilmato presso.
  - Biblioteca Nazionale Braidense di Milano, presso MediaTeca Santa Teresa, via Moscova 28 a Milano;
  - Biblioteca comunale centrale di Milano (Palazzo Sormani);
  - Biblioteca Nazionale Centrale di Firenze;
  - Biblioteca Nazionale Centrale di Roma;
  - Biblioteca Civica Berio di Genova;
  - e presso Emeroteca del C.O.N.I. di Roma (non è online ma è da consultare in sede).
- Il Cittadino di Monza e Brianza, edizione del giovedì, Il Cittadino, 1979, che ha sempre pubblicato i risultati nell'edizione del giovedì. Giornale conservato microfilmato presso la Biblioteca Nazionale Braidense di Milano e la Biblioteca Comunale di Monza.